# Doamna de Staël

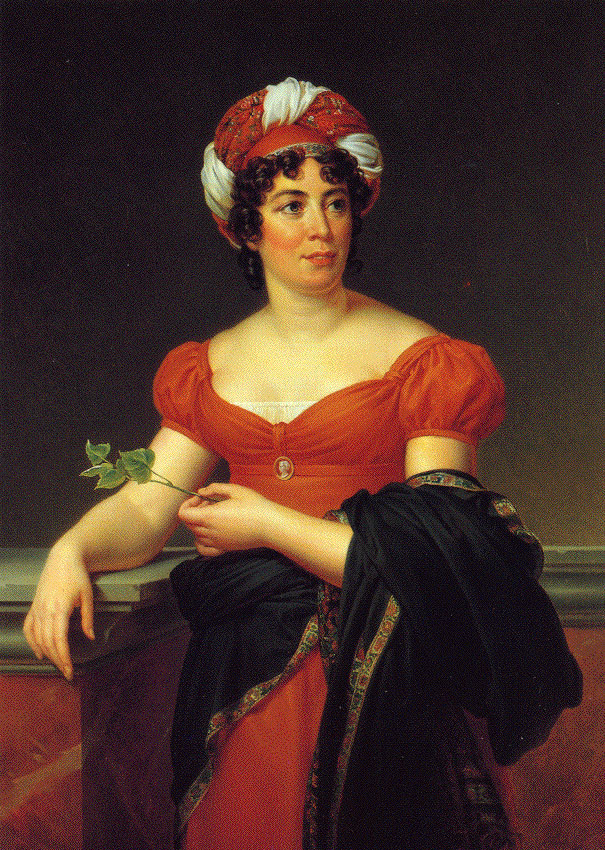
Doamna de Staël, portret de Gérard. (muzeul Versailles)

Anne Louise Germaine de Staël-Holstein (n. 22 aprilie 1766, Paris, Regatul Franței – d. 14 iulie 1817, Paris, Restaurația franceză), cunoscută mai ales ca Doamna de Staël (Madame de Staël în franceză), a fost o scriitoare elvețiană de limbă franceză. A trăit la Paris și a influențat gusturile literare din Europa la cumpăna dintre secolele XVIII și XIX.

## Scrieri
- Journal de Jeunesse, 1785
- Sophie ou les sentiments secrets, 1786
- Jane Gray, 1787
- Lettres sur le caractère et les écrits de J.-J. Rousseau, 1788
- Éloge de M. de Guibert
- À quels signes peut-on reconnaître quelle est l'opinion de la majorité de la nation?
- Réflexions sur le procès de la Reine, 1793
- Zulma: fragment d'un ouvrage, 1794
- Réflexions sur la paix adressées à M. Pitt et aux Français, 1795
- Réflexions sur la paix intérieure
- Recueil de morceaux détachés (comprenant : Épître au malheur ou Adèle et Édouard, Essai sur les fictions et trois nouvelles : Mirza ou lettre d'un voyageur, Adélaïde et Théodore et Histoire de Pauline), 1795
- Essai sur les fictions
- De l'influence des passions sur le bonheur des individus et des nations, 1796
- Des circonstances actuelles qui peuvent terminer la Révolution et des principes qui doivent fonder la République en France
- De la littérature dans ses rapports avec les institutions sociales, 1799
- Delphine, 1802
- Vie privée de Mr. Necker, 1804
- Épîtres sur Naples
- Corinne, ou l'Italie, 1807
- Agar dans le désert
- Geneviève de Brabant
- La Sunamite
- Le capitaine Kernadec ou sept années en un jour (comédie en deux actes et en prose)
- La signora Fantastici
- Le mannequin (comédie)
- Sapho
- De l'Allemagne, 1813
- Réflexions sur le suicide, 1813
- Morgan et trois nouvelles, 1813
- De l'esprit des traductions
- Considérations sur les principaux événements de la révolution française, depuis son origine jusques et compris le 8 juillet 1815, 1818 (posthumously)
- Dix Années d'Exil (1818), posthumously published in France by Mdm Necker de Saussure. In 1821 translated and published as Ten Years' Exile. Memoirs of That Interesting Period of the Life of the Baroness De Stael-Holstein, Written by Herself, during the Years 1810, 1811, 1812, and 1813, and Now First Published from the Original Manuscript, by Her Son."
- Essais dramatiques, 1821
- Oeuvres complètes 17 t., 1820-21